# 辣椒粉

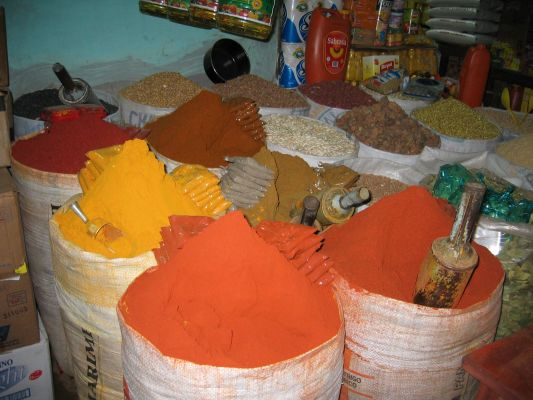
在玻利维亚出售的辣椒粉

辣椒粉，又稱辣椒面，是乾燥後的辣椒磨成的碎片或粉末。

## 粗細
根據粗細不同，英文會區分辣椒片（chili flake）和辣椒粉（chili powder），但中文裡常通稱辣椒粉。

## 使用
幾乎世界各地的料理都有在烹調過程中加入辣椒粉的做法，包括韓式泡菜、麻辣火鍋、辣豆醬、咖哩等等。
在中式餐廳，餐桌上常會有辣椒粉或辣油，讓用餐者可以自由加到食物中。外送披薩也常會附一包辣椒粉。
在東南亞和中南美，許多人會將芒果、芭樂等水果沾著辣椒粉一起吃。